# 夜晚的小雙俠
《夜晚的小雙俠》（日语：夜ノヤッターマン），為龍之子製作，2015年1月在讀賣電視台和日本各電視台播放的動畫作品，為1977年到1979年播放的電視動畫「小雙俠」的原創延伸作品，接續2008年播放的小雙俠，也是慶祝時空母艦系列播放40周年的紀念作品。
本作的標語為「只要有杜倫布賊黨在，小雙俠在世上就不得猖狂！」。

## 本作特點
主角變更
本作的世界觀與過往不同，捨棄了時空母艦系列慣例中以主角雙人組對決敵方三人組的設定，而是將主角換為敵方三人組，而本次的反派設定改變為「杜倫布賊黨一夥的末裔」。
聲優變更
在過往時空母艦系列中，都會按照慣例請小原乃梨子、八奈見乘兒和立壁和也來為敵方的三人組配音，本作也捨棄了此慣例，將「杜倫布賊黨一夥的後裔」的配音全面更換，讓喜多村英梨、平田廣明和三宅健太來為「新生杜倫布賊黨」配音，而因為喜多村英梨之前就有為格鬥遊戲『龍之子 VS. CAPCOM』中的小雙俠一號配音的經驗，所以獲選為本部動畫女主角蕾帕特的配音者。
另外敵方三人組的上司「骷髏兵衛」，為原作與2008版本配音的瀧口順平已於2011年去世，所以本代配音也換成了堀裕人。
善惡立場逆轉
小雙俠所建立的雙俠王國在經過世代更替後，與杜倫布賊黨的善惡立場對調，其後裔也變為反派。而正反派兩方的立場逆轉在時空母艦的第八部作品《怪盜小雙俠》中已有前例，而自本作開始再次使用。

## 故事
在過去的一場大戰中，傳說的英雄小雙俠打敗了惡黨杜倫布賊黨贏得了勝利，並將骷髏兵衛和多龍芝三人組放逐至邊疆，之後為了世人的安全而在北國建立了雙俠王國，但隨著時間過去，雙俠王國已變成一個排外且不允許外人隨意接近的封閉國家。
經過多年以後，在雙俠王國外海的邊境地區，一名九歲的少女，同時也是身為多龍芝後代子孫的蕾帕特，注視著代表正義的一方「小雙俠」所統治的「雙俠王國」，為了想要治好生病的母親而想要向小雙俠求助，而與世代服侍自己家族的伯爾特卡切和艾列潘圖斯企圖前往雙俠王國，但難以預料的是海上出現了巨型的鐵牆阻擋了他們，並出現了酷似小雙俠的二人組(小雙俠兵)將他們給拒之牆外，而且還毫不留情的對他們開槍，使得蕾帕特一夥人不但無功而返，母親也因為等不到特效藥而病逝。
經過這次失去母親的傷痛後，本來對小雙俠頗為景仰的蕾帕特對小雙俠的正義使者傳說產生了懷疑，認為也許小雙俠才是真正的壞人，而身為祖先的杜倫布賊黨才是為了對抗他們的存在的正義使者，而繼承了祖先的名字「多龍芝」，與身為祖先部下伯亞基的子孫伯爾特卡切，以及另一個部下東茲拉的子孫艾列潘圖斯，以打倒小雙俠的後裔為目標重組了的新生杜倫布賊黨。

## 登場人物

### 杜倫布賊黨
蕾帕特／多龍芝（聲：喜多村英梨（日）；林美秀（台））
住在雙俠王國外海邊境的9歲少女，也是多龍芝的末裔，與過去身材艷麗個性狡猾的多龍芝截然不同，在母親多蕾西的教育下讓她有著開朗善良的性格。起初對小雙俠相當的崇拜，但就在前往雙俠王國求助時被拒於門外，甚至還被開槍攻擊後，便對小雙俠的傳說感到質疑，也讓她有著「說不定小雙俠才是壞人，而身為祖先的杜倫布賊黨其實是對抗他們的義賊」的想法、隨後繼承了祖先多龍芝的名號重組了新生的杜倫布賊黨，決心要前往小雙俠後裔的根據地——雙俠王國，來討伐小雙俠。
第11夜得知幕後黑手是骷髏兵衛之後，於第12夜跟新生小雙俠對抗巨人的骷髏兵衛（實際上是負責對付小雙俠兵和小雙俠十二神將）。
伯爾特卡切／伯亞基（聲：平田廣明（日）；馬伯強（台））
20歳的男性，伯亞基的末裔，與艾列潘圖斯的家族世代皆服侍於多蕾西一族。在結成新生杜倫布賊黨的同時繼承了祖先「伯亞基」的名號。有著俊美的臉龐和類似祖先的長形身軀，同時也擅長機械的製作。不擅長裁縫，從第一話時縫出來的服裝即可看出，對「女高中生」這個片語有無意識的執著。
第11夜得知幕後黑手是骷髏兵衛之後，於第12夜跟新生小雙俠對抗巨大化的骷髏兵衛（實際上是負責對付小雙俠兵和小雙俠十二神將）。
艾列潘圖斯／東茲拉（聲：三宅健太（日）；陳幼文（台））
19歳的男性，東茲拉的末裔，在結成新生杜倫布賊黨的同時繼承了祖先「東茲拉」的名號。身材高大，有著跟祖先相同的巨大力氣，但個性相當溫柔，和伯爾特卡切一樣是有如蕾帕特兄長般的存在。
第11夜得知幕後黑手是骷髏兵衛之後，於第12夜跟新生小雙俠對抗巨大化的骷髏兵衛（實際上是負責對付小雙俠兵和小雙俠十二神將）。
骷髏兵衛（聲：堀裕人（日），陳幼文）（台））
製造大量小雙俠機器人並假冒小雙俠的人，跟前作小雙俠中的骷髏兵衛為同一人，為了復仇而回地球。在十二集變成巨人與新生小雙俠決鬥，但是不敵新生小雙俠和新生杜倫布賊黨聯手之下而死亡（實際上是被新生小雙俠打敗而死亡）。
實際上並不是人類，而是骷髏行星的ＸＹＺ星人。因為是外星人，所以如此長壽也很正常。
據他本人所說，他被捲入地球誕生的爆炸中，身體也被炸得七零八落，如果要回去就必須先找回名為骷髏之石的身體部件，因此利用當初的杜倫布賊黨幫忙尋找。然而卻被當初的小雙俠一再的阻撓，因此他好不容易收回骷髏之石，回到宇宙後又特地回來找小雙俠報仇，失敗了無數次後終於在作足了萬全準備後對小雙俠發動了全面戰爭並勝利了，不過解決了小雙俠的骷髏兵衛並不滿足，他還要對同樣妨礙他的人類一同展開報復。為此假冒小雙俠的名號、將小雙俠神格化、強制全人類為他勞動，還要所有人認為這樣是理所當然的。而勞動的目的則是要製造讓骷髏兵衛繼續存活所需的能量，至死方休。
歐達大人（聲：高橋智秋；林筱玲（台））
蕾帕特的寵物，會說話的豬。

### 杜倫布關係者
加利納（聲：吉野裕行（日）；蔣鐵城（台））
膽小而正義感強的17歲少年。
在第三話多龍芝走投無路進入一間無人的房子休息時，誤以為多龍芝想要對艾勞耶特傷害時挺身想要保護艾盧但是被三兩下擺平。
劇中從設定、服裝、使用劍玉攻擊甚至是配音員等多處和小双俠1號相呼應。
第11夜得知幕後黑手是骷髏兵衛之後，於第12夜立志帶給人們新的黎明，成為小雙俠一號，跟新生杜倫布賊黨對抗巨人的骷髏兵衛（實際上是負責對付巨人的骷髏兵衛），並將他擊敗。
艾勞耶特（聲：伊藤靜（日）；林筱玲（台））
17歲的失明少女，身材姣好
在第三話多龍芝走投無路進入一間無人的房子休息時，誤以為多龍芝一夥人為自己所想像可以帶來希望的天使並給予多龍芝照顧。
其實並非失明，是因不想再看到會讓自己傷心的事物，選擇封閉視力。在第12夜解開心結並恢復視力，成為小雙俠二號。
多蘿西（聲：伊藤靜（日）；邱佩轝（台））
29歲，蕾帕特的媽媽，因為患了重病蕾帕特等人決定前往雙俠王國，但是帕特等人卻因為被小雙俠兵攻擊而沒拿到藥，最後病逝。
後呂造／五郎將軍（聲：檜山修之（日），蔣鐵城（台））
艾勞耶特的爸爸，左腳不太方便，總是柱著拐杖，平時是黑色頭髮，改造後為紅色長髮，帶著螞蟻的面具。是個相當溫柔的男人，因工廠失事而被改造成現在的小雙俠十二神將之一───「五郎將軍」，在第11夜突然想起改造前的記憶、為了保護杜倫布一行人最後選擇自爆了結生命。
汪汪
艾勞耶特和爸爸以前養的狗，在五郎藏因為工廠失事改造成五郎將軍時一同接受改造，成為機械犬。在最後利用雙俠白鶴的殘骸製造了威力強化的雙俠狗。
多龍芝（聲：小原乃梨子）
初代多龍芝，第十二話以聲音特別演出，在故事結束前一刻祝福將入眠的蕾帕特能有個好夢，也為「夜晚的小雙俠」畫下句號。

### 雙俠王國
小雙俠十二神將
由骷髏兵衛改造的十二位將軍，失去以前的記憶並被植入認為骷髏兵衛就是小雙俠的資訊。
五郎將軍（聲：檜山修之（日），蔣鐵城（台））
詳細杜倫布關係者參照。
一郎將軍（聲：伊藤健太郎（日），馬伯強（台））
小雙俠十二神將的領導。在第十二話灶咖機器人的自爆中唯一生存的神將，具有和東茲拉相比拼的格鬥能力。
紅色長髮，與五郎將軍有些相像。帶著姬兜蟲的面具。
二郎將軍（聲：陶山章央（日），陳幼文（台））
小雙俠十二神將之一。綠色頭髮。帶著蛾的面具。
三郎將軍（聲：竹内良太（日），蔣鐵城（台））
小雙俠十二神將之一。藍色頭髮，說話口氣像古時的武士。
四郎將軍（聲：陳幼文（台））
小雙俠十二神將之一。黑色頭髮。帶著蜘蛛的面具。
六郎將軍
小雙俠十二神將之一。淡紅色短髮。帶著蜻蜓的面具。
七郎將軍
小雙俠十二神將之一。紫色頭髮，十二神將中的唯一女性。帶著蝴蝶的面具。
八郎將軍
小雙俠十二神將之一。黃色短髮。帶著蝙蝠的面具。
九郎將軍
小雙俠十二神將之一。淡褐色長髮。帶著鍬形蟲的面具。
十郎將軍
小雙俠十二神將之一。橘色短髮。
十一郎將軍
小雙俠十二神將之一。淡綠色短髮。
十二郎將軍
小雙俠十二神將之一。青色長髮。帶著螃蟹的面具。
第九神將到第十二神將的聲優應該是同一人。

### 其他
小未（聲：能登麻美子（日）；邱佩轝、馬君珮（ep.05）、林美秀（ep.08）（台））
第四話登場。孕婦，不擅長針線活。丈夫被命令到小雙俠大都會工作35年但被多龍芝一行人所救，夫婦於是和多龍芝一行人逃亡；途中默認丈夫向五郎將軍出賣多龍芝一行人以換取自由，但丈夫在多龍芝一行人被打敗後仍被帶走，只能悔恨、不甘心地在原地目視丈夫離去。
第十二話有短暫出現，手上抱著一個嬰兒。
畢內（聲：松本保典（日）；馬伯強（台））
第四話登場。小未的丈夫。被命令到小雙俠大都會工作35年但被多龍芝一行人所救，逃亡途中認為逃亡一事無望而向五郎將軍出賣多龍芝一行人以期換取自由，但只是一廂情願，在多龍芝一行人被打敗後仍被帶走。
在第十及第十二話中，被抓到小雙俠城作苦工的人們中有他的身影。
阿武（聲：小林ゆう（日）；林筱玲（台））
第五話登場。15歲的少年，喜歡隨地小便。為了久病在床的母親而參加格鬥大會並希望獲得優勝，但在決賽上敗下陣。之後在不明所以的情況下獲得多龍芝一行人稱霸格鬥大會所得的獎金和獎賞。
竊竊私語記者（聲：矢部雅史（日）；馬伯強（台））
第五話登場。機器人戰鬥的實況轉播記者，在第八話也實況了在屈斜路迪斜路湖畔為了蓋新工廠而驅逐當地居民的過程。過去也多次在時空飛船系列以相同身分登場轉播。
大叔（聲：楠大典；陳幼文（台））
第六話登場。獵人。幇助躲避雙俠兵追擊而受傷的多龍芝，在多龍芝隻身前往搭救加利納時，幫忙引開雙俠兵的注意而遭槍擊；看到多龍芝一行人的行為，感覺到世界將所有改變，最後看見蕾帕特感謝他的留言後倒臥在血泊之中，生死不明。後於第十二話短暫出現疑似是他的身影。
龍（聲：日野聰（日）；馬伯強（台））
第七話登場。漁夫。夢想能去龍宮城，想越過海上的巨型鐵牆去見識真正的大海。受到加利納的鼓舞，並在多龍芝一行人及過往搭救的海龜們的幫忙下，最終穿過海上巨牆。
小庫（聲：折笠愛）
第八話登場。住在屈斜路迪斜路湖中的水怪。居住地被定為工廠用地而遭到驅逐，在母親反抗之時不慎與之分開，之後遇到了艾勞耶特。多龍芝感受到其對母親的思念而決意帶牠回去，而後和多龍芝一行人被五郎將軍抓住之際，被母親解救。
桑皮
第九話登場，加利納與艾勞耶特目擊多龍芝等人被五郎將軍的陷阱抓住，躲往偏僻處的舊民宅時遇見的黑猩猩。是馬赫五號（マッハGoGoGo/Speed Racer的マッハ号/Mach 5）系列賽車「小林」的好朋友，加利納修好並重新發動了小林，所以獲得桑皮與小林的助力解救了杜倫布一黨並且用雙俠象車炸毀了阿瓦萊西大監獄。

## 登場機械
懲罰三輪車
第二話登場。主要用於逃走的三人用自行車，前端可以分離開成為獨輪車。
第三話以後在加利納的改造下成為承載五人的自行車。
灶咖機器人
在繪本中杜倫布一方的機器人。也是初代杜倫布使用的眾多機器人中最具代表性的。
在第十二話中伯亞基以小雙俠白鶴的殘骸重新製造，全身上下以大型廚房用具拼裝成的機器人，在新版本中還具備了飛行能力。
雙俠狗（聲：高坂篤志）
在繪本和第十一話紀錄片出現。
小雙俠用來和杜倫布戰鬥的夥伴之一。初代小雙俠曾經使用過最具代表性的雙俠機器。
在第十二話中加利納以小雙俠白鶴的殘骸製造了威力強化版的版本。
雙俠白鶴（聲：高橋研二）
第二話登場，白鶴和送子鳥為題的雙俠機器人，身體中可容納大量的雙俠士兵，嘴上叼的幼鳥實際上是炸彈，可用嘴噴射轟炸。
雙俠巴哥犬（聲：三戶耕三）
第四話登場，小雙俠十二神將的專用雙俠機械，以四個輪子代替腳，胸前有兩隻犬型小手，臉部內設有駕駛艙，機動性高，攻擊以撞擊為主。

## 電視動畫

### 製作人員
- 原作：龍之子Production
- 監督：吉原達矢
- 系列構成：筆安一幸
- 角色設定：後藤圭佑
- 機械設定：雨宮哲、川原智弘、城前龍治、小川浩
- 道具設定：中山龍
- 角色動畫：榎戸駿，中山龍
- 美術監督：海津利子
- 色彩設計：のぼりはるこ
- 攝影監督：神木正士
- 編集：奥田浩史
- 音響監督：今泉雄一
- 音響設計：西名武
- 音樂：加藤達也
- 音樂製作：斎藤滋
- 製作：夜晚的小雙俠製作委員会

### 主題曲
片頭曲「極限Dreamer」（第2－11話）
作詞：勇-YOU-，作曲、編曲：太田雅友，歌：SCREEN mode
第1話作片尾曲使用；第12話作插入曲使用。
片尾曲「情熱CONTINUE」（第2－11話）
作詞：畑亞貴，作曲、編曲：山口朗彦，歌：sphere
插入曲（第11、12話）
作詞：若林一郎，作曲、補詞：山本正之，歌：山本正之、少年小女合唱團Mizuumi

### 各話列表
| 話數   | 日文標題 | 中文標題                       | 劇本     | 分鏡                       | 演出                         | 作畫監督                                                         |
| ------ | -------- | ------------------------------ | -------- | -------------------------- | ---------------------------- | ---------------------------------------------------------------- |
| 第1夜  |          | 漆黑的世界                     | 筆安一幸 | 吉原達矢                   | 吉原達矢                     | 後藤圭佑、櫻井拓郎 小野田貴之                                    |
| 第2夜  |          | 彈小雙俠的額頭                 | 筆安一幸 | 中野英明                   | 中野英明                     | 近藤優次、松本朋之                                               |
| 第3夜  |          | 我們不是天使但是扮作天使的樣子 | 筆安一幸 | 吉原達矢                   | 野木森達哉                   | 杉本里菜                                                         |
| 第4夜  |          | 熱氣騰騰露天溫泉遊記           | 筆安一幸 | 瀨藤健嗣                   | 政木伸一                     | 渡辺奈月                                                         |
| 第5夜  |          | 獻給母親的颶風                 | 筆安一幸 | 中野英明                   | 德本善信                     | 櫻井拓郎、榎戶駿 中山龍、後藤圭佑                                |
| 第6夜  |          | 冬日裡盛開的花                 | 筆安一幸 | 伊藤良太                   | 伊藤良太                     | 近藤優次、松本朋之                                               |
| 第7夜  |          | 夢之海                         | 筆安一幸 | 柊陽菜                     | 松山正彥                     | 杉本里菜、小宮山由美子 柊陽菜、臼田美夫 中山龍、榎戶駿、後藤圭佑 |
| 第8夜  |          | 屈斜路出斜路湖的庫西           | 筆安一幸 | 瀨藤健嗣                   | 德本善信                     | 小林史緒里、築山翔太 佐佐木一浩、櫻井拓郎                        |
| 第9夜  |          | 阿瓦萊西番外地                 | 筆安一幸 | 柊陽菜                     | 政木伸一                     | 渡辺奈月、吉田肇 竹內昭                                          |
| 第10夜 |          | 小雙俠十二神將包圍網           | 筆安一幸 | 虛無供物 伊藤良太 吉原達矢 | 野木森達哉 伊藤良太 吉原達矢 | 小野田貴之、柊陽菜 榎戶駿、羽山賢二                              |
| 第11夜 |          | 真實的小雙俠大都會             | 筆安一幸 | 高橋敦史                   | 松山正彥                     | 近藤優次、松本朋之                                               |
| 最終夜 |          | 黎明                           | 筆安一幸 | 吉原達矢                   | 吉原達矢                     | 柊陽菜、伊藤良太 杉本里菜、中山龍 榎戶駿、後藤圭佑               |

### 播放電視台
日本深夜動畫：下文記載的日本国内播放時間使用日本標準時間（UTC+9）表示。因為部分時間标识會採用30小时制，因此請留意这类超过24:00的时间，其實際播放時間為翌日清晨。
| 播放地區   | 播放電視台     | 播放日期               | 播放時間（UTC+9）             | 所屬聯播網 | 備註        |
| ---------- | -------------- | ---------------------- | ----------------------------- | ---------- | ----------- |
| 東京都     | TOKYO MX       | 2015年1月11日－3月29日 | 星期日 22時00分－22時27分     | 獨立UHF局  |             |
| 近畿廣域圏 | 讀賣電視台     | 2015年1月12日－3月30日 | 星期一 25時59分－26時29分     | 日本電視網 | MANPA第1部  |
| 中京廣域圏 | 中京電視台     | 2015年1月12日－3月30日 | 星期一 26時22分－26時52分     | 日本電視網 |             |
| 日本全國   | BS日本         | 2015年1月13日－3月31日 | 星期二 24時00分－24時30分     | 衞星電視   |             |
| 日本全國   | 日視PLUS       | 2015年4月6日－4月21日  | 星期一、二 25時00分－26時00分 | 衞星電視   | 2話連續播放 |
| 沖繩縣     | 宮古電視台     | 2015年4月28日－7月14日 | 星期二 07時00分－07時30分     | 衞星電視   |             |
| 福島縣     | 福島中央電視台 | 2015年5月16日－8月1日  | 星期六 26時10分－26時40分     | 日本電視網 |             |

| 播放地區 | 播放電視台 | 播放日期                    | 當地播放時間                                  | 所屬聯播網  | 備註                                    |
| -------- | ---------- | --------------------------- | --------------------------------------------- | ----------- | --------------------------------------- |
| 臺灣     | Animax HD  | 2016年1月15日－1月26日      | 每日19:30－20:00                              | 中華電信MOD | 國語、日語雙聲道播出 高畫質，有重播時段 |
| 臺灣     | Animax     | 2016年2月21日－3月3日       | 國語：每日20:30－21:00 日語：每日24:30－25:00 | 有線電視    | 有重播時段                              |
| 香港     | Animax     | 2016年6月14日－2016年7月4日 | 星期一至二 20:00－21:00                       |             | 有重播時段                              |

### 藍光
2015年6月26日收錄全12話的BD-BOX（KIXA-498〜500）發售。

## 外部連結
- 電視動畫「夜晚的小雙俠」公式網頁 （页面存档备份，存于）（日語）
- TOKYO MX「夜晚的小雙俠」動畫官方網站 （页面存档备份，存于）（日語）
- 讀賣電視台「夜晚的小雙俠」動畫官方網站 （页面存档备份，存于）（日語）
- 「夜晚的小雙俠」的X（前Twitter）（日語）

| 讀賣電視台 MANPA第1部 星期一 25:59－26:29 節目 | 讀賣電視台 MANPA第1部 星期一 25:59－26:29 節目 | 讀賣電視台 MANPA第1部 星期一 25:59－26:29 節目 |
| ---------------------------------------------- | ---------------------------------------------- | ---------------------------------------------- |
|                                                | 夜晚的小雙俠 （2015年1月12日－3月29日）        |                                                |
| 狼少女和黑王子                                 | 山田君與7人魔女                                |                                                |

| Animax HD 星期一至日 19:30－20:00 節目 | Animax HD 星期一至日 19:30－20:00 節目  | Animax HD 星期一至日 19:30－20:00 節目 |
| -------------------------------------- | --------------------------------------- | -------------------------------------- |
|                                        | 夜晚的小雙俠 （2016年1月15日－1月26日） |                                        |
| 黃金拼圖                               | 元氣少女緣結神 重播                     |                                        |
| Animax 星期一至日 20:30－21:00 節目    |                                         |                                        |
| 暗殺教室                               | 夜晚的小雙俠 （2016年2月21日－3月3日）  | 魔法戰爭 重播                          |

| Animax 星期一至二 20:00－21:00 節目 | Animax 星期一至二 20:00－21:00 節目          | Animax 星期一至二 20:00－21:00 節目 |
| ----------------------------------- | -------------------------------------------- | ----------------------------------- |
|                                     | 夜晚的小雙俠 （2016年6月14日－2016年7月4日） |                                     |
| 金田一少年之事件簿R （第1-25集）    | 三坪房間的侵略者！？                         |                                     |